# Jewgeni Alexejewitsch Katitschew
Jewgeni Alexejewitsch Katitschew (russisch Евгений Алексеевич Катичев; * 3. September 1986 in Tscheljabinsk, Russische SFSR) ist ein russischer Eishockeyspieler, der seit Juni 2015 beim HK Witjas in der Kontinentalen Hockey-Liga unter Vertrag steht.      

## Karriere
Jewgeni Katitschew begann seine Karriere als Eishockeyspieler beim HK Metschel Tscheljabinsk, für dessen zweite Mannschaft er von 2003 bis 2005 in der drittklassigen Perwaja Liga aktiv war. Anschließend spielte der Verteidiger drei Jahre lang für die Profimannschaft des HK MWD Twer in der Superliga und blieb dem Team auch nach dessen Umsiedlung nach Balaschicha im Anschluss an die Saison 2006/07 erhalten. Zu Beginn der Saison 2008/09 stand der Linksschütze in sieben Spielen in der neu gegründeten Kontinentalen Hockey-Liga für den HK MWD auf dem Eis, verbrachte den Großteil der Spielzeit jedoch in der Wysschaja Liga, der zweien russischen Spielklasse, bei Kristall Saratow und dem HK Dmitrow. 
Die Saison 2009/10 begann Katitschew beim Zweitligisten Gasowik Tjumen, von wo aus er im Januar 2010 zum KHL-Teilnehmer HK Traktor Tscheljabinsk wechselte. Bis Saisonende blieb er für den HK Traktor in insgesamt acht KHL-Einsätzen punktlos und erhielt zwei Strafminuten. Die restliche Zeit verbrachte er bei dessen Kooperationspartner und Stadtnachbarn HK Metschel Tscheljabinsk, bei dem der Russe selbst seine Karriere begonnen hatte. Ab der Saison 2010/11 spielte Katitschew regelmäßig für den HK Traktor Tscheljabinsk in der KHL. Im Mai 2015 wurde Katischew gegen Stanislaw Kalaschnikow von Neftechimik Nischnekamsk eingetauscht und spielte dort bis Dezember 2015.
Seit Juni 2016 ist er für den HK Witjas aktiv.

## Statistik
(Stand: Ende der Saison 2020/21)